# Stylopathidae
Stylopathidae  (Opresko, 2006) è una famiglia di coralli antipatari della sottoclasse degli Esacoralli..

## Descrizione
La famiglia Stylopathidae fa parte degli antipatari, comunemente noti come coralli neri, che sono un ordine tassonomico all'interno degli antozoi. Detti antipatari sono caratterizzati da: (1) scheletri proteici che sono ricoperti da minuscole spine scheletriche, (2) polipi con sei tentacoli non ramificati che non sono retrattili, (3) sei mesenteri primari e (4) sviluppo esclusivamente coloniale.
Stylopathidae è stata costituita nel 2006 all'interno dell'ordine degli Antipatharia a seguito degli studi del ricercatore americano dello Smithsonian Institution Dennis Opresko. La famiglia è caratterizzata da piccoli polipi con un diametro trasversale di 1,5 mm o meno, spine piccole, coniche, lisce, spesso dirette distalmente (specialmente alle punte dei rametti e/o delle pinnule)  e dalla tendenza delle pinnule e dei rametti a presentarsi in coppie opposte o ad essere disposti in vertici di tre o quattro (raramente cinque) pinnule. In molte specie pinnule o rametti adiacenti si fondono insieme provocando la formazione di rondelle cilindriche e reticolate lungo lo stelo o i rami. I generi sono stabiliti sulla base delle caratteristiche morfologiche del corallum.

## Distribuzione e habitat
La maggior parte delle specie sono distribuite nell'Atlantico occidentale (costa del Brasile, Caraibi, golfo del Messico) e parte dell'Indo-Pacifico orientale (costa sud dell'Australia, Nuova Zelanda, Giappone), a profondità tipicamente fra 70–600 m. in Atlantico e 500–1000 m. in Indo-Pacifico.

## Tassonomia
Secondo il World Register of Marine Species (WORMS), la famiglia è composta da 3 generi:
- Stylopathes. Opresko, 2006
- Triadopathes. Opresko, 2006
- Tylopathes. Brook, 1889